# Daniel von der Schulenburg (Amtmann)
Daniel von der Schulenburg (* 8. November 1613 in Berlin; † 7. Mai 1692 in Nienover) war Stadtvogt in Holzminden und Amtmann in Nienover.

## Leben
Daniel Bodo stammte aus der Adelsfamilie von der Schulenburg und war der Sohn von Joachim VI. von der Schulenburg († 1629), Ratsmitglied in Berlin. Er wurde Stadtvogt in Holzminden und Amtmann in Nienover. Er besaß ein Gut in Uslar mit den Dörfern Schöningen und Berlichhausen.

## Familie
Er war viermal verheiratet. 1642 mit Elisabeth Krop, 1656 mit Anna Dorothea Specht, 1674 mit Maria Gertrut Krops und 1685 mit Anna Catharina Löwenstein.